# Christian Boesch
Adolf Christian Boesch (nacido el 27 de julio de 1941 en Viena, Austria) es un cantante de ópera (barítono) austríaco. Actualmente es el presidente de la Fundación Cultural Papageno, una organización sin fines de lucro chilena, que imparte clases particulares de instrumentos y canto para niños en las regiones de la Araucanía y Los Ríos, con sede en la ciudad de Villarrica. 

## Reseña biográfica
Christian Boesch es hijo de la soprano y cantante de cámara Ruthilde Boesch, quien también le enseñó canto, y de A. E. Boesch. Su hermano es el escritor Wolfgang Boesch. Christian Boesch estudió de 1959 a 1964 en la Universidad de Música y Arte Dramático de Viena con el Kammersänger Alfred Jerger, y más tarde en Milán y Trieste. Se incorporó a la Volksoper de Viena en 1975. Posteriormente también cursó estudios de teatro y alemán en la Universidad de Viena (Dr. Phil. 1985). Su carrera como cantante lo llevó a Berna, Viena, Saarbrücken, Kiel y de regreso a Viena. 
Boesch fue se hizo conocido en 1978 por interpretar el papel de Papageno de La flauta mágica en el Festival de Salzburgo, producción realizada por Jean-Pierre Ponnelle y dirigida por James Levine. Al año siguiente, el actor y cantante hizo su debut en el Metropolitan Opera, también como Papageno. Regresó para la misma ópera en 1981 (ahora con Lucia Popp y Gail Robinson alternando como Pamina, y Zdzisława Donat como la Reina de la Noche), y la misma temporada cantó Monsieur Presto en el estreno en el Met de Les mamelles de Tirésias (dirigida por John Diestro). En 1983, apareció nuevamente en ese teatro para su Gala del Centenario y Don Giovanni (como Masetto), junto a James Morris, Edda Moser, Carol Neblett, Paul Plishka, Roberta Alexander y John Macurdy. Sus últimas apariciones en el Met fueron en la parte titular de Wozzeck, en 1985. 
En la Staatsoper de Viena, el barítono apareció en La flauta mágica, de 1979 a 1982, y, en 1980, formó parte de Las bodas de Fígaro. En 1985, el entonces director de programas de la ORF, Ernst Wolfram Marboe, pudo persuadir a Christian Boesch para que interpretara el papel principal en el singspiel interactivo de televisión, basado libremente en Ferdinand Raimund, bajo el nombre de "Simsalabim Bam Bum or The Barometer Maker on the Magic Island" para hacerse cargo de una coproducción de ZDF y ORF. En 1989, participó en una versión cinematográfica de Der Schauspieldirektor. También ha actuado en muchos otros teatros de ópera europeos. Sus actuaciones con el Coro de niños de Tölz fueron particularmente populares. 
Una de sus especiales preocupaciones fue acercar la ópera a los niños. En París, en 1991, retomó su papel más famoso, Papageno, en la producción de Robert Wilson de Die Zauberflöte, dirigida por Armin Jordan. El Kammersänger también fue responsable del concepto y el guion de "Die Zauberflöte für Kinder" ("La flauta mágica para niños"), que introdujo a muchos jóvenes a la ópera y se publicó en DVD en 2007. La producción de "La flauta mágica para niños" alcanzó a unos 450.000 niños, agotándose la función unas 120 veces sólo en Colonia, cada vez frente a unos 1.000 niños

## Vida personal
En 1986 Boesch emigró a Chile, según su propio relato, "por una reacción exagerada al desastre de Chernobyl". Desde entonces, dirige una granja orgánica en el país, el que conocía de apariciones artísticas anteriores. También fundó una escuela de música en su nuevo hogar. Ha sido reconocido en varias ocasiones, entre las que se cuenta la otorgada por la Liga Chileno Alemana en 2015, siendo galardonado con la Condecoración Philippi. En 2018, el Congreso Nacional de Chile le otorgó la nacionalidad por gracia, debido a su importante contribución a la cultura, especialmente a la práctica y difusión de la música en niños de las regiones de Los Ríos y La Araucanía a través de la Fundación Cultural Papageno.
Christian Boesch es padre de siete hijos, incluido el bajo-barítono Florian Boesch.

## Discografía
- Mozart: Die Zauberflöte (Cotrubaş, Donat, Tappy, van Dam, Talvela; Levine, 1980) RCA
- J. Strauß II: Die Fledermaus [como Frank] (Gruberova, Bonney, Lipovšek, Hollweg; Harnoncourt, 1987) Teldec

## Distinciones
- 2006: Austrian Cross of Honour for Science and Art, 1st class